# 斯塔蒂克冰原島峰
77°55′S 160°50′E / 77.917°S 160.833°E
斯塔蒂克冰原島峰（英語：Static Nunatak），是南極洲的冰原島峰，位於維多利亞地的斯科特海岸，處於阿爾塔山西南面3.7公里，屬於夸特梅因山脈的一部分，現時由南極條約體系管理。